# Ceas etanș de scufundare
Ceasul de scufundare este un instrument esențial al echipamentului de scufundare autonomă, fiind utilizat la cronometrarea timpului de scufundare, a timpilor de decompresie și, împreună cu profundimetrul, la calculul vitezei de urcare a scafandrului către suprafața apei.
Un ceas de scufundare etanș trebuie să fie rezistent la o presiune de cel puțin 8 bar (de preferat 20 bar) și să aibă o carcasă din oțel inoxidabil. Cadranul trebuie să fie ușor de citit, să fie fosforescent și să aibă un minutar bine vizibil. Cea mai mare parte a ceasurilor de scufundare sunt prevăzute cu o „lunetă“ mobilă, situată în jurul cadranului, pentru fixarea momentului inițial al cronometrării. De asemenea, ceasul de scufundare trebuie să aibă o brățară sau o curea reglabilă, destul de lungă pentru a putea fi atașată și peste mâneca costumului de scufundare din neopren. Există și ceasuri cu afișaj electronic luminos (LCD - Liquid Crystal Display) care simplifică citirea.

## Istoric
La începutul secolului al XIX-lea, în perioada scufundărilor cu echipamentul clasic de scufundare, măsurarea timpului petrecut sub apă nu se număra printre prioritățile acelor scafandri. 
Odată cu creșterea interesului pentru explorările subacvatice, și dezvoltarea primelor aparate autonome de scufundare, la sfârșitul secolului al XIX-lea și începutul secolului XX, cunoașterea exactă a timpului petrecut sub apă a devenit și ea necesară.
La sfârșitul anilor 20, Omega a lansat modelul Marine, cu o carcasă dublă patentată, ce putea fi eliminată. Ceasul rezista la scufundări de peste 100 de metri adâncime. Marine a fost purtat de pionierii scufundărilor William Beebe și Yves Le Prieur.
Primul ceas cu adevărat subacvatic a apărut în 1927, când Mercedes Gleitze a traversat înot Canalul Mânecii purtînd la mână un Rolex Oyster. 
Omega  comercializează Omega Marine în 1932. După o serie de teste efectuate de laboratorul din Neuchâtel în mai 1937, ceasul a fost certificat pentru a rezista la o presiune de 13,5 atmosfere (135 metri).
În 1932, ceasornicarul Mido comercializează Multifort Aquadura, primul ceas etanș, anti-șoc și automat.

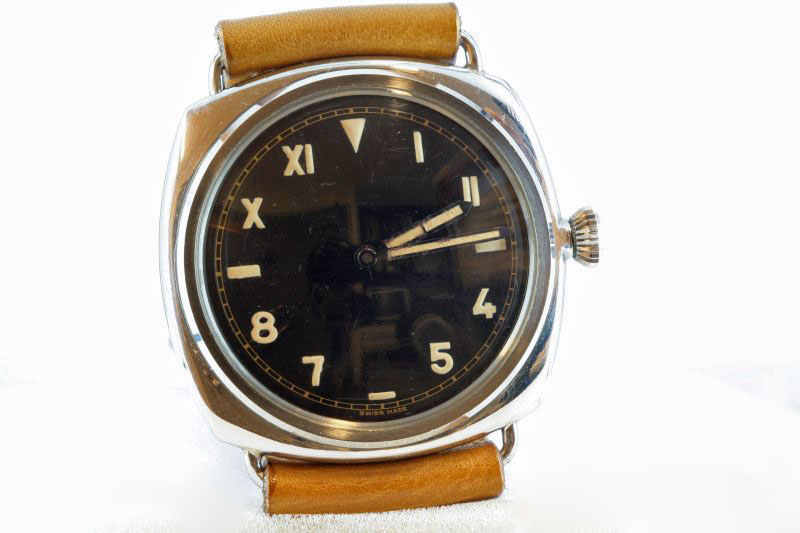
Radiomir Panerai 1936

În urma unei cereri făcute de Marina Regală Italiană pentru misiunile subacvatice ale oamenilor-broască, în 1936 Panerai a oferit ceasuri subacvatice Radiomir realizate de Rolex.
În 1952, Blancpain a produs Fifty Fathoms un ceas subacvatic pentru scafandrii de luptă din Marine Nationale. Ceasul proiectat de Blancpain rezista la o adâncime de 50 de fathom (91,45m), de unde și numele. Fifty Fathoms a fost purtat de Jacques-Yves Cousteau în timpul turnării filmului Lumea tăcerii.
Celebrul Rolex Submariner a fost introdus la Târgul de la Basel din 1954. 
Aquastar creează în 1962 ceasul Benthos 500 echipat cu inele O (O-ring), care permite o rezistență la adâncimea de 500 de metri, apoi Deep Star în1963, pentru comandantul Jacques-Yves Cousteau, și scafandrii din experimentele Precontinent II și III.
În 1965, Seiko a lansat primul său ceas de scufundări rezistent până la 150 metri, iar în 1967, modelul Professional 300. În 1975, firma japoneză va folosi pentru prima dată titan pentru un ceas de scufundare la 600 metri.
Rolex Sea Dweller 2000 (610 m), devenit disponibil în 1967 a fost produs în mai multe variante, și Omega Seamaster Professional 600 m, în 1970 de asemenea produs în mai multe variante.
În 1971, Omega produce Seamaster 1000 pentru echipa lui Cousteau.
Producătorul Sinn Arhivat în 4 mai 2018, la Wayback Machine. prezintă în 2006 primul ceasul absolut etanș Sinn UX, a cărui carcasă umplută cu siliciu poate rezista la orice adâncime. 

## Rezistența la apă

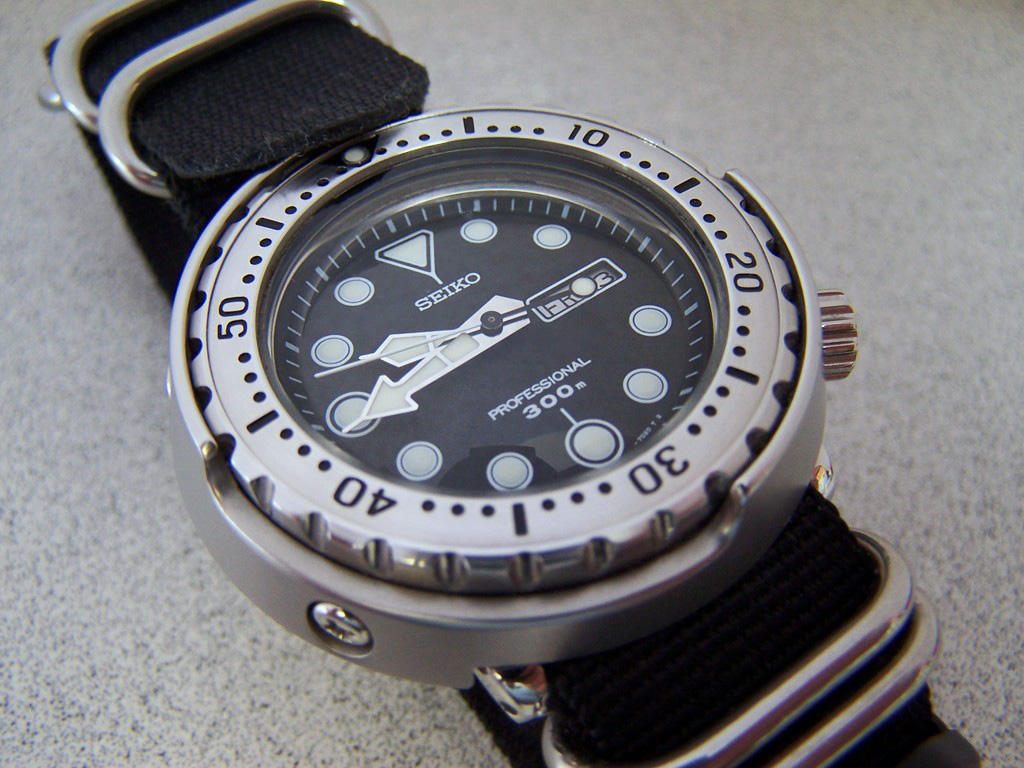
Seiko Professional Diver's 300 m pentru scufundări profesionale

Majoritatea ceasurilor prezintă un marcaj pe cadran, privind rezistența la apă. Acest marcaj poate fi exprimat în metri, atmosfere, sau bari (exemplu: 30m, 3atm, 3bar).
Ceasurile marcate „Diving” sunt special concepute pentru scufundări. În unele cazuri nu este scris „Water resistant”, ci apar numai inițialele „W.R.”
- Fără marcaje referitoare la rezistența la apă. Nu este recomandat a fi udat/stropit
- 3 ATM - Rezistență la ploaie sau contact accidental cu stropi de apă.
- 5 ATM - Rezistență stropi de apă (duș, înot de suprafață)
- 10 ATM - Rezistență la înot, surfing, snorkeling, sporturi acvatice. Nu este rezistent la scufundări.
- 20 ATM - Ceas de scufundări, cu rezistență la scufundări și toate tipurile de activități legate de apă
- 30+ ATM - Ceas de scufundări, cu rezistență la scufundări profesionale. Ceasurile clasificate pentru scufundări în saturație cu heliu, vor avea indicative suplimentare ca să scoată în evidență acest lucru. [2]

Standardele și caracteristicile pentru ceasurile etanșe de scufundare sunt reglementate de către Organizația Internațională de Standardizare în standardul ISO 6425.

## Condiții stricte de calitate
- O verificată etanșeitate a funcționării ceasului la scufundare de adâncime;
- O clară citibilitate a cadranului funcțional de la o distanță de aprox. 25 cm, inclusiv în condiții întunecoase;
- Posibilitate de programare (selectare) a unor intervale de timp critic, de timp operațional (timer, lunetă, timpizator)

## Producători
| - Alpina - Aquadive - Auricoste - Blancpain - Breil - Breitling - Casio - Citizen - Cressi Sub - Deep Blue - Dolphin Arhivat în 4 mai 2018, la Wayback Machine. - Doxa - Glycine - Hublot - Immersion - Longines - Mares - Omega SA | - Orient Arhivat în 4 mai 2018, la Wayback Machine. - Oris Arhivat în 4 mai 2018, la Wayback Machine. - Panerai - Philip Watch - Rolex - Sector - Sea-God - Seiko - Squale - Steinhart - Swiss Military Arhivat în 4 mai 2018, la Wayback Machine. - TAG Heuer - Tauchmeister Arhivat în 4 mai 2018, la Wayback Machine. - Technisub - Technomarine - Timex - Tissot - Tudor - Vostok |